# Leseinszenierung
Eine Leseinszenierung (auch: szenische Lesung, inszenierte Lesung, szenisches Lesen) ist die Lesung eines Textes vor Publikum, umrahmt von theaterähnlichen Elementen. Die Bühne ist themenbezogen ausgestattet.

## Merkmale
Die Lesung kann auch multimedial mit Musik und Bildmaterial unterstützt werden. Die zu lesenden Texte (Gedichte und Kurzgeschichten/Kurzprosa bis bin zu Romanen) werden dabei oft als sogenannte „Rollenlesung“ von mehreren Akteuren vorgetragen ohne ins „Schauspielern“ zu verfallen.
Die Texte werden szenisch aufgearbeitet, wobei das Lesen mit all seinen Techniken – Artikulation, Stimmvolumen, Tempo, Sprecheinsatz, Stimmfärbung, Atmung – im Vordergrund steht. Dabei wird eine Mischung aus klassischem Lesevortrag und darstellendem Spiel angewandt. Durch darstellerische Interaktionen mit dem Publikum vermischen sich teilweise die Grenzen zwischen Vortragenden und Zuhörern. Gesten und am Theaterspiel orientierte Vortragsweisen der wörtlichen Rede unterstützen die Wirkung. Leseinszenierungen erfolgen in der Regel ohne Kostüme und in den allermeisten Fällen wird auch ohne Bühnenbild agiert. Häufig wird ein dramatischer Text nur in Ausschnitten vorgetragen. Leseinszenierungen sind mehr als reine Lesungen, aber keine Form des Theaters. Angeboten werden Leseinszenierungen auf Kleinkunstbühnen, in Bibliotheken oder in weiterführenden Schulen als Bestandteil kreativen Textunterrichts.

## Rechtslage
Eine Lesung stellt wie eine Theateraufführung eine Nutzung eines Werks dar und bedarf daher in der Regel einer Genehmigung des jeweiligen Rechteinhabers (zum Beispiel Autor, Verlag) zur Einräumung des Vortragsrechts (§ 19 UrhG). Nach deutschem Urheberrecht erlischt das Urheberrecht „siebzig Jahre nach dem Tode des Urhebers“ (§ 64 UrhG). Eine ungenehmigte öffentliche Lesung eines geschützten Textes stellt eine Urheberrechtsverletzung dar. Eine Verletzung des Urheberrechts kann zivilrechtlich (§§ 97 ff. UrhG), beispielsweise mit einer Abmahnung (§ 97a UrhG), und strafrechtlich (§§ 106 ff. UrhG) mit Geldstrafe oder mit Freiheitsstrafe verfolgt werden. Bereits der Versuch ist strafbar.